# Кarl Fràntsevitx Àlbrekht
Кarl Fràntsevitx Àlbrekht   (Poznań, 27 d'agost de 1807 - Gattxina, 8 de març de 1863), rus: Ка́рл Фра́нцевич А́льбрехт, alemany: Karl Joseph Albrecht, fou un compositor, director d'orquestra i professor de música rus d'origen alemany.

## Biografia
Va rebre la seva educació musical inicial a Breslau (avui Wroclaw), el 1823 es va graduar del curs d'harmonia i contrapunt amb el famós director d'orquestra Josef Schnabel.
El 1825 va entrar a l'orquestra del teatre de la ciutat com a primer violinista; el 1835 fou convidat com a tutor del cor al teatre de Düsseldorf sota la direcció de Julius Rietz. Aleshores es va convertir en un director independent d'un grup d'òpera que va viatjar a diferents ciutats d'Alemanya.
El 1838, K. F. Albrecht va ser convidat a Sant Petersburg, primer com a director de l'orquestra del Teatre Drama i més tard va ser nomenat Kapellmeister de l'òpera alemany. Poc després, va obtenir un lloc de treball com a mestre de capella a l'Òpera de Rússia. El 27 de novembre de 1842 va tenir lloc la primera representació de l'òpera Руслан и Людмила (Ruslan i Liudmila) de Mikhaïl Glinka sota la direcció d'Albrecht. Va dirigir l'Orquestra de l'Òpera de Rússia fins al 1850. En els intervals de la seva activitat de mestre de capella, Albrecht va dirigir tots els concerts d'aquella època; d'aquests, van destacar especialment concerts simfònics de la capella cantant de la cort i concerts de la Societat Filharmònica.
Com a compositor, K. F. Albrecht és l'autor de tres quartets de corda, una missa i música per al ballet Mountain Spirit, escrit per ell el 1825. El 1850 Кarl Fràntsevitx Àlbrekht va ser nomenat professor de música i cant a l'Institut del Orfenat de Gattxina, on va morir el 24 de febrer de 1863.
Els seus fills Ievgueni (1842-1894) Lúdvig Àlbrekht (1844-1899) i Konstantín (1836-1893) els quals també van seguir els passos del seu pare, escollint la música com a professió.